# Pipistrellus nanulus
Pipistrellus nanulus — вид роду нетопирів.

## Середовище проживання
Країни проживання: Бенін, Буркіна-Фасо, Камерун, Центрально-Африканська Республіка, Демократична Республіка Конго, Кот-д'Івуар, Екваторіальна Гвінея, Габон, Гана, Гвінея, Кенія, Ліберія, Нігерія, Сенегал, Сьєрра-Леоне, Уганда. Цей вид був записаний з різних місць проживання, включаючи тропічні вологі низинні лісу, прибережні ліси, сухі тропічні ліси і низинні й вологі савани.

## Загрози та охорона
Здається, немає серйозних загроз для даного виду. Тварини були зареєстровані національному парку в Гані.